# Charles Spencer-Churchill, 9.º Duque de Marlborough
Charles Richard John Spencer-Churchill, 9.º Duque de Marlborough (Ximelá, Índia Britânica, 13 de novembro de 1871 — 30 de junho de 1934) foi um nobre, político e militar britânico. Tornou-se o 9.º Duque de Marlborough com a morte de seu pai, em 1892. Ele era um primo-irmão do ex-primeiro-ministro Sir Winston Churchill.
Charles era o único filho do 8.º Duque de Marlborough e de sua primeira esposa, Lady Albertha Hamilton, sexta filha de James Hamilton, 1.º Duque de Abercorn.

## Educação e carreira
Em 1884, Charles Spencer-Churchill foi para Winchester College, em Winchester, Hampshire. Foi educado em Trinity College, na Universidade de Cambridge. Em fevereiro de 1894, ele tornou-se um conselheiro privado, detendo o ofício de Paymaster-General (conservador) entre 1899 e 1902.
Em 1900, Marlborough lutou na Segunda Guerra dos Bôeres, onde ele foi mencionado nos despachos. No mesmo ano, ganhou as posições de Segundo Comandante, a serviço da Yeomanry Imperial, na África do Sul, e de secretário militar assistente de Lorde Roberts. A 30 de maio de 1902, Charles foi investido cavaleiro da Ordem da Jarreteira. De 1903 até 1905, exerceu o cargo de Subsecretário Parlamentar para as Colônias. Foi por um ano prefeito de Woodstock. Em 1914, foi apontado tenente-coronel, lutando na Primeira Guerra Mundial até 1918. Além disso, foi lorde-tenente de Oxfordshire.

## Primeiro casamento e filhos

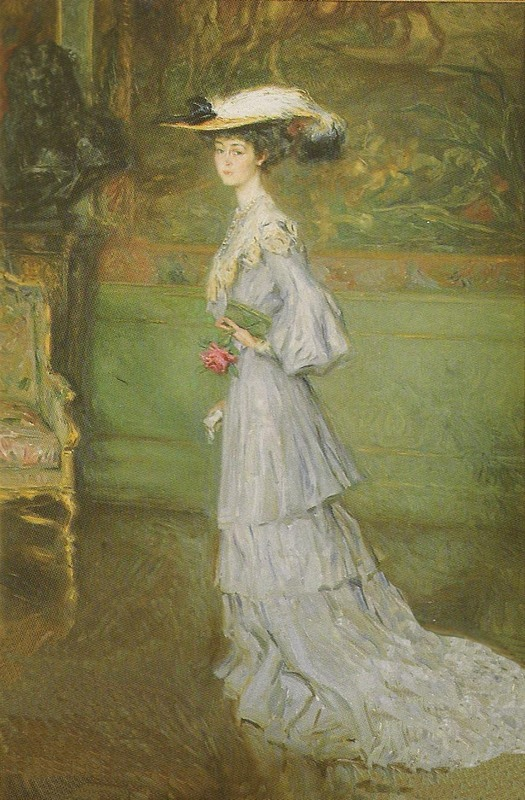
Consuelo Vanderbilt

Em 6 de novembro de 1895, Charles Spencer-Churchill casou-se com a norte-americana Consuelo Vanderbilt, herdeira de uma fortuna ferroviária, na Igreja de St Thomas, em Nova York. Eles tiveram dois filhos juntos:
- John Albert Edward William Spencer-Churchill, Marquês de Blandford e 10.º Duque de Marlborough.
- Lorde Ivor Charles Spencer-Churchill.

Com o grande dote de Vanderbilt, o Duque de Marlborough pôde restaurar sua residência, o Palácio de Blenheim, reabastecendo-o com mobílias e arrumando os jardins, bem como resolver a crise financeira de sua família, que tinha vendido muitos itens originais do palácio ao longo do século XIX para sustentar seus luxos. 
O Duque e a Duquesa de Marlborough se divorciaram em 1921, a pedido de Charles, mas o casamento só foi anulado pelo Vaticano em agosto de 1926.

## Segundo casamento

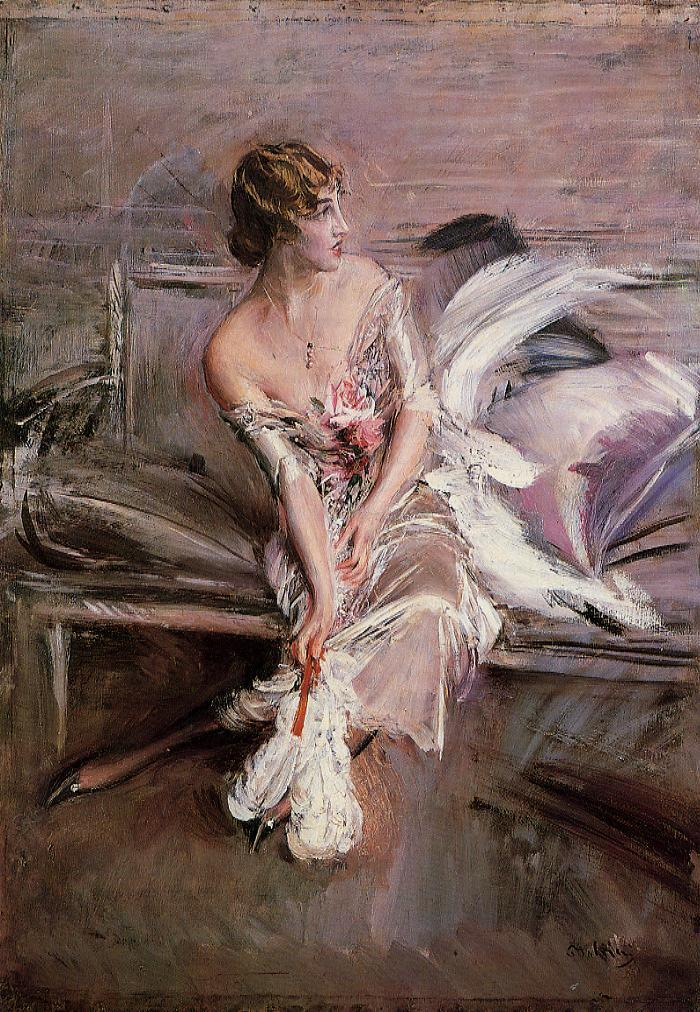
Gladys Deacon

No dia 4 de julho de 1921, ele casou-se com Gladys Marie Deacon. Norte-americana e amiga de Consuelo Vanderbilt, Deacon era uma artista e jardineira. Ela aumentou a imagem de seus olhos verdes/azuis pintados no teto do principal pórtico do palácio, onde continua até hoje. Gladys e o Duque de Marlborough tiveram um casamento infeliz que não produziu filhos, e ela começou a jantar com seu marido sempre com um revólver ao lado de prato. O casal se separou, mas nunca se divorciou.

## Títulos
- 1871-1883 Conde de Sunderland[2]
- 1883-1892 Marquês de Blandford[2]
- 1892-1934 9.º Duque de Marlborough[2]